# Kostenverhaal
Onder "kostenverhaal" binnen gebiedsontwikkeling wordt verstaan het verrekenen van zogenaamde grondkosten, dat wil zeggen, de kosten van de aanleg van voorzieningen van openbaar nut (zoals straten, riolering , groen, parkeergelegenheid en waterpartijen met een openbare functie) binnen een bepaald ruimtelijk plan. Dat kan een bestemmingsplan zijn, een projectbesluit, een wijzigingsplan of een aanpassing van een beheersverordening.
Meestal is een gemeente de verhalende partij, maar dit kan ook een andere overheid zijn, zoals het Rijk of een provincie. Kostenverhaal kan plaatsvinden via gronduitgifte, exploitatieovereenkomst of exploitatieplan en is verplicht op basis van de grondexploitatiewet.
- Bij gronduitgifte worden binnen het plan de grondkosten verrekend met de opbrengsten van grondverkoop. Hiertoe wordt door de gemeente een grondexploitatie (begroting) opgesteld.
- Een exploitatieovereenkomst is een overeenkomst tussen gemeente en een bouwer die tevens grondeigenaar is. In deze overeenkomst wordt een bijdrage in de grondkosten afgesproken. De grondexploitatiewet schrijft voor dat in deze overeenkomst "het kostenverhaal verzekerd moet zijn", en dat anders een exploitatieplan moet worden opgesteld.
- In een exploitatieplan wordt een bijdrage in de grondkosten opgelegd. Deze bijdrage wordt geïnd met een betalingsvoorschrift (rekening) bij de bouwvergunning. De hoogte van de bijdrage wordt op basis van de wet vastgesteld met behulp van de plankostenscan die hiervoor door het ministerie van VROM is opgesteld.

Bij gebruikmaken van een projectuitvoeringsbesluit (op basis van de Crisis- en herstelwet) wordt het betalingsvoorschrift bij afzonderlijke beschikking vastgesteld door Burgemeester en Wethouders bij de start van de bouw naar aanleiding van een melding van de bouwer.

## Oud recht
Onder het oude recht was krachtens jurisprudentie het afromen van winst van projectontwikkelaars via een exploitatieovereenkomst niet toegestaan. Bij een zeer groot deel van de exploitatieovereenkomsten gebeurde dat echter wel. Voor oude plannen (ter visie gelegd voor 1 juli 2008) was baatbelasting mogelijk wanneer er geen overeenkomst kon worden bereikt. Maar baatbelasting als zogenaamde 'achtervang' (de gemeente nam daar zijn toevlucht toe als partijen niet tot overeenstemming kwamen) leidde maar zelden tot volledig kostenverhaal en leidde vaak tot procedures. Er was dus behoefte aan nieuw recht inzake deze oude plannen.

## Nieuw recht
Sinds 1 juli 2008 geldt de Grondexploitatiewet, opgenomen als de artikelen 6.12 t/m 6.25 van de Wet ruimtelijke ordening  (Wro). Die wetgeving is inmiddels al een aantal malen op details aangepast, per 31 maart 2010 vanwege de Crisis- en herstelwet, per 1 oktober 2010 nog door de Wet algemene bepalingen omgevingsrecht (Wabo).
Het systeem is dat, als de gemeente niet in staat is om met een of meer van de eigenaren in een ruimtelijk plangebied tot overeenstemming te komen over verkoop van de grond of het sluiten van een exploitatieovereenkomst, de gemeente verplicht is een exploitatieplan vast te stellen. Deze verplichting geldt voor (meestal) een bestemmingsplan, zodra er bouwplannen in zijn opgenomen. Wat een bouwplan is ligt vast in het Besluit ruimtelijke ordening (Bro). Zodra er één woning kan worden gebouwd, die onder het oude bestemmingsplan niet kon worden gebouwd, is er al sprake van een bouwplan.
Aan de hand van het exploitatieplan moet de gemeente bij het afgeven van een bouwvergunning een betalingsvoorschrift opnemen, waarin staat vermeld hoeveel er betaald moet worden en wanneer. De berekeningswijze ligt vast in de wet.
De gemeente kan echter voordat er een exploitatieplan wordt vastgesteld met de betrokken eigenaar een overeenkomst sluiten (dit wordt een anterieure exploitatieovereenkomst genoemd - anterieur betekent vooraf), waarin naast een aantal andere zaken de exploitatiebijdrage wordt overeengekomen. De gemeente mag daarin al haar plankosten naar rato doorberekenen en ook kosten voor ruimtelijke ontwikkelingen elders, mits deze ontwikkelingen in een structuurvisie vastliggen. Als alle grond binnen het ruimtelijke plan gemeente-eigendom is, of betrokken is in één of meer exploitatieovereenkomsten waarin de betaling van de exploitatiebijdrage is zekergesteld, mag de gemeente een exploitatieplan achterwege laten. Dat hoeft echter niet. Het kan zijn dat de gemeente via een exploitatieplan toch wil vastleggen waar particulier opdrachtgeverschap en/of waar sociale woningbouw moet komen. Ook kan het zijn dat de gemeente er locatie-eisen in wil vastleggen of een planning. Een bouwvergunning mag niet worden afgegeven in strijd met een exploitatieplan. Als er een exploitatieplan is vastgesteld mag een daarna te sluiten overeenkomst (posterieure exploitatieovereenkomst genoemd), niet van het exploitatieplan afwijken.
De gemeente kan via een betalingsvoorschrift in de bouwvergunning alleen de kosten van een sluitende grondexploitatie in rekening brengen. Het eventuele tekort van het betrokken plan moet door de gemeente zelf worden gedragen. Via een exploitatieovereenkomst kan een bijdrage in het verlies wel worden doorberekend.